# Reato di danno
Il reato di danno è un tipo di reato in cui l'offesa si concretizza in una effettiva lesione del bene giuridico, sotto forma di distruzione, diminuzione, o compressione dello stesso.

## Lista dei reati di danno
Rientrano in questa categoria i seguenti reati:
- Omicidio (Art.575 C.P.)
- Lesione personale (Art.582 C.P.)
- Sequestro di persona (Art.605 C.P.)